# St. Stephen, New Brunswick
St. Stephen (franska: Saint-Stephen) är en ort i Kanada.   Den ligger i provinsen New Brunswick, i den sydöstra delen av landet, 700 km öster om huvudstaden Ottawa. St. Stephen ligger 25 meter över havet och antalet invånare är 4 817.
Terrängen runt St. Stephen är huvudsakligen platt. St. Stephen ligger nere i en dal. Runt St. Stephen är det ganska glesbefolkat, med 34 invånare per kvadratkilometer.. St. Stephen är det största samhället i trakten.
I omgivningarna runt St. Stephen växer i huvudsak blandskog.